# Astabilní klopný obvod

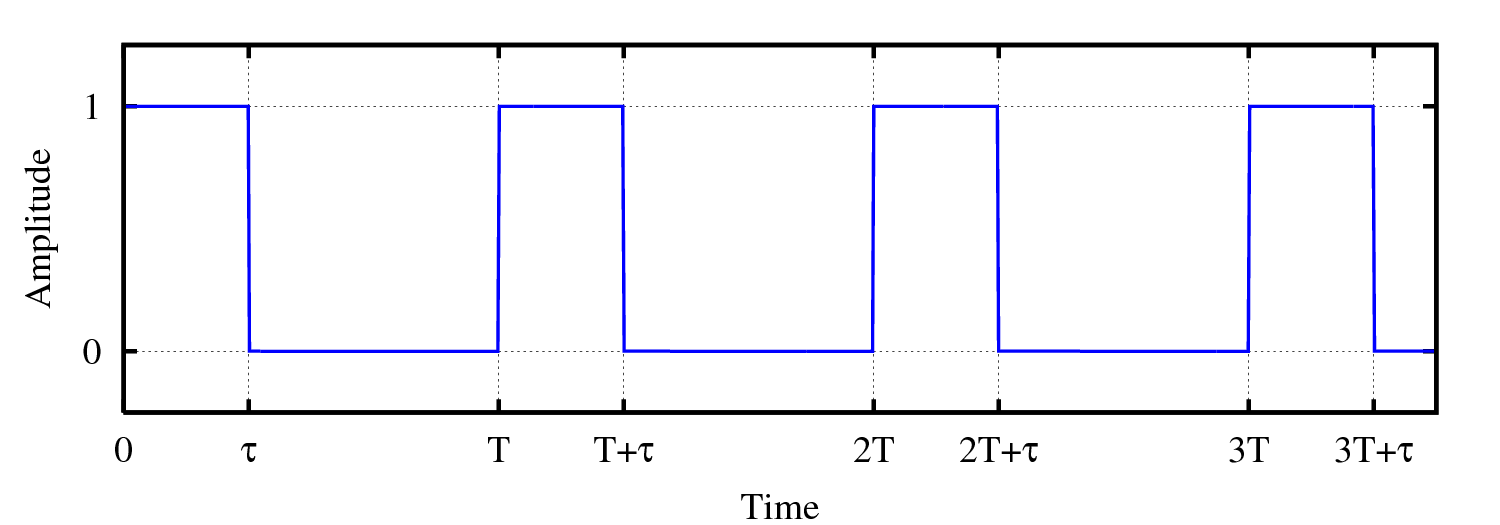
Obdélníkový signál, který je výstupem AKO

Astabilní klopný obvod, označovaný také jako AKO, je klopný obvod, který nemá žádný stabilní stav, což znamená, že tyto obvody neustále oscilují (překlápějí se) mezi jedním a druhým stavem podle nastavené časové konstanty. Jsou používány jako impulzní generátory, tónové generátory, blikače. AKO se dá realizovat pomocí diskrétních součástek, s použitím dvou tranzistorů, nebo s pomocí logických členů (např. dvou NANDů), nebo s využitím časovače 555.

## Příklady zapojení

### Verze s bipolárními tranzistory

Astabilní multivibrátor, složený z diskrétních součástek

Po zapojení obvodu se začnou oba kondenzátory C1 a C2 nabíjet a tranzistory T1 a T2 se začnou otevírat. Jelikož jsou použity reálné tranzistory, které mají (vlivem nedokonalé výroby) mírně odlišné parametry, jeden z tranzistorů se otevře dříve. Za předpokladu, že se dříve otevře tranzistor T1, kondenzátor C1 se začne vybíjet, čímž uzavře tranzistor T2. Kondenzátor C2 se nabíjí a ještě více otevírá T1 (kladná zpětná vazba). V okamžiku, kdy se C1 přebije na opačnou polaritu, vzroste na bázi T2 napětí a ten se začne otevírat. Toto způsobí nabíjení kondenzátoru C1 a vybíjení C2. V tomto okamžiku se obvod skokově překlopí a na výstupu (kolektor jednoho z tranzistorů) se objeví opačná úroveň napětí.
Doba, po jakou bude na výstupu jeden nebo druhý stav je závislá na velikostech použitých součástek:
{\displaystyle t_{1}=\ln(2)R_{2}C_{1}}
{\displaystyle t_{2}=\ln(2)R_{3}C_{2}}
Perioda kmitání obvodu je:
{\displaystyle T=t_{1}+t_{2}=\ln(2)(R_{2}C_{1}+R_{3}C_{2})}
Z toho lze vypočítat frekvenci a střídu:
{\displaystyle f={\frac {1}{t_{1}+t_{2}}}={\frac {1}{T}}={\frac {1}{\ln(2)(R_{2}C_{1}+R_{3}C_{2})}}}
{\displaystyle D={\frac {t_{1}}{t_{1}+t_{2}}}={\frac {1}{1+{\frac {t_{2}}{t_{1}}}}}={\frac {R_{2}C_{1}}{R_{2}C_{1}+R_{3}C_{2}}}}
Takto realizovaný obvod má však dvě nevýhody:
- Čelo (vzestupná hrana) výstupního signálu je zaoblená (doba vzestupné hrany je ovlivněna velikostí rezistoru R1, resp. R4).
- Kmitočet je silně závislý na teplotě.

První nevýhoda, velká doba vzestupné hrany, se dá částečně odstranit vložením diod mezi kolektor T1 a bázi T2, resp. kolektor T2 a bázi T1.
Kmitočtovou nestabilitu lze vyřešit přivedením synchronizačních impulzů na bázi jednoho z tranzistorů.

### Verze s 555

Základní zapojení obvodu 555 jako AKO

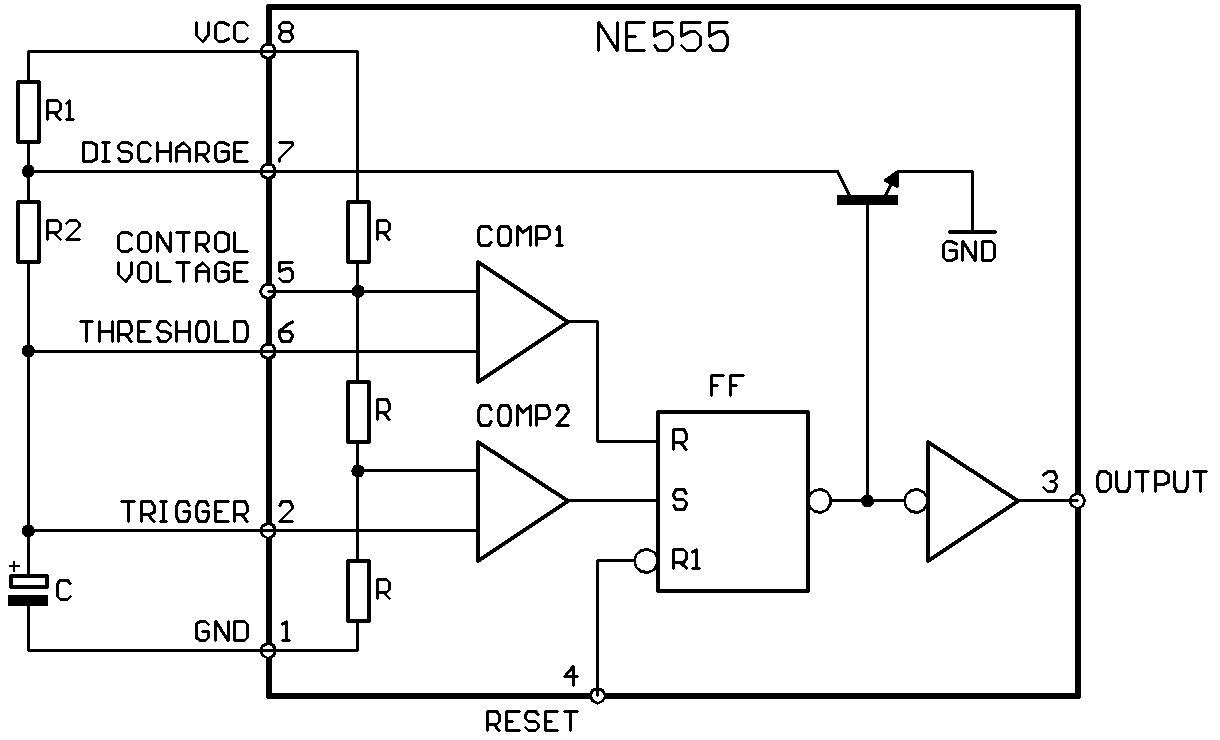
Vnitřní schéma a zapojení integrovaného obvodu 555 jako AKO

Na začátku je kondenzátor C vybitý (není na něm žádné napětí) a výstup obvodu OUT je v logické jedničce. Poté se kondenzátor C začne nabíjet a jakmile dosáhne hodnoty 2/3 napájecího napětí (VCC), vstup č. 6 (THR) způsobí, že výstup komparátoru K1 svým kladným napětím resetuje KO RS. Na výstupu č. 3 (OUT) se objeví logická nula.
Zároveň se ale otevře vybíjecí tranzistor, jehož kolektor (pin č. 7, DIS) spojí kondenzátor C se zemí a ten se tak začne vybíjet. Jakmile se kondenzátor vybije na hodnotu menší jak 1/3 napájecího napětí, výstup komparátoru K2 nastaví KO RS a tím pádem se na výstupu opět objeví logická jedna a vybíjecí tranzistor se uzavře. Dochází k nabíjení kondenzátoru.
Doba, po kterou se kondenzátor nabíjí je ovlivněna velikostí jeho kapacity a velikostí odporů R1, R2. Naopak velikost vybíjecí doby je závislá pouze na velikosti kondenzátoru a rezistoru R2. Rezistor R1 nemá na vybíjení vliv, protože kondenzátor se vybíjí přes tranzistor (pin č. 7).
{\displaystyle t_{nab}=\ln(2)\cdot C(R_{1}+R_{2})\approx 0.693\cdot C(R_{1}+R_{2})}
{\displaystyle t_{vyb}=\ln(2)\cdot CR_{2}\approx 0,693\cdot CR_{2}}
Délka periody signálu je pak:
{\displaystyle T=t_{nab}+t_{vyb}=\ln(2)\cdot C(R_{1}+2R_{2})}
Z toho lze vypočítat frekvenci a střídu:
{\displaystyle f={\frac {1}{t_{nab}+t_{vyb}}}={\frac {1}{T}}=\ln(2)\cdot C(R_{1}+2R_{2})}
{\displaystyle D={\frac {t_{nab}}{t_{nab}+t_{vyb}}}={\frac {R_{1}+R_{2}}{R_{1}+2R_{2}}}}
Při tomto zapojení astabilního obvodu bude střída vždy větší než jedna polovina, protože pro D = 0,5 by muselo platit:
{\displaystyle R_{2}=R_{1}+R_{2}}

Modifikovaný AKO s 555

Tedy rezistor R1 = 0 Ω. Rezistor R1 však musí mít nenulovou hodnotu odporu, protože při vybíjení kondenzátoru přes kolektor vybíjecího tranzistoru by nastal zkrat napájecího zdroje, což může v nejhorším případě způsobit zničení tranzistoru. Rezistor R1 tedy nesmí být v zapojení vynechán. Tento problém se dá ovšem snadno vyřešit připojením diody (doporučený typ 1N4148) paralelně k R2, takže se C nabíjí pouze přes jeden odpor a diodu a přes druhý odpor se vybíjí. Potom platí:
{\displaystyle t_{nab}=\ln({\frac {2U_{CC}-3u_{D}}{U_{CC}-3u_{D}}})R_{1}C} ,
což se při zanedbání úbytku na diodě (uD = 0) zjednoduší na:
{\displaystyle t_{nab}=\ln(2)\cdot CR_{1}\approx 0,693\cdot CR_{1}}
Z toho lze vypočítat frekvenci a střídu:
{\displaystyle f={\frac {1}{t_{nab}+t_{vyb}}}={\frac {1}{\ln(2)\cdot C(R_{1}+R_{2})}}}
{\displaystyle D={\frac {t_{nab}}{t_{nab}+t_{vyb}}}={\frac {R_{1}}{R_{1}+R_{2}}}}
Další možnost je vynechat oba odpory, pin 7 ponechat volný a C připojit přes jeden odpor k pinu 3.
Zpravidla se volí rezistory, aby platilo: {\displaystyle R_{1}\ll R_{2}}, například: {\displaystyle R_{1}=1\;k\Omega ;R_{2}=100\;k\Omega }

### Verze s operačním zesilovačem

Zapojení AKO s OZ

Astabilní klopný obvod realizovaný operačním zesilovačem dosahuje na výstupu kladného nebo záporného saturačního napětí. Také se toto zapojení nazývá relaxační oscilátor. Frekvence výstupního signálu je dána vzorcem: 
{\displaystyle f={\frac {1}{2RC\cdot \ln(3)}}={\frac {1}{2,2\cdot RC}}}

### Verze s logickými hradly

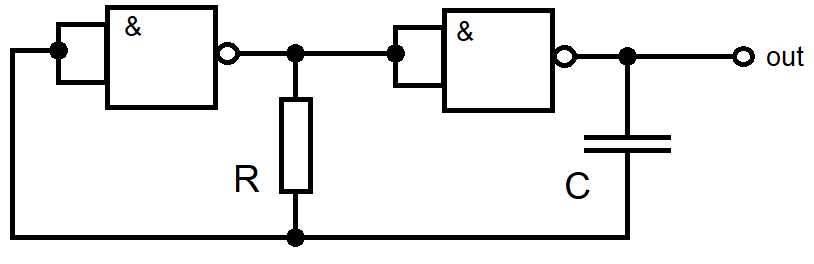
Astabilní klopný obvod sestavený z hradel NAND

Astabilní klopný obvod lze realizovat i pomocí logických hradel, a to jak NAND tak NOR. Předpokládejme nyní, že na vstupu prvního hradla (na obrázku více vpravo) je nejprve logická nula. Mezi oběma hradly je tak logická jedna a na výstupu opět logická nula. Tím pádem, je kondenzátor připojen přes rezistor k napájecímu napětí a nabíjí se. Až překročí určitou mez, dostane se na vstup prvního hradla logická jednička, mezi hradly tak bude nula a výstup se překlopí do jedničky. Tím je kondenzátor připojen k napájení s opačnou polaritou a začne se vybíjet. Až napětí klesne pod určitou mez, na vstupu bude opět nula a rovněž výstup se překlopí do nuly a tento cyklus se opakuje. Frekvence takto vzniklých kmitů je stejně jako v předchozím případě:
{\displaystyle f={\frac {1}{2RC\cdot \ln(3)}}={\frac {1}{2,2\cdot RC}}}